# Бачка (Требишов)
Бачка (слч. Bačka) насељено је мјесто са административним статусом сеоске општине (слч. obec) у округу Требишов, у Кошичком крају, Словачка Република.

## Становништво
| Година:    | 1994. | 2004.    | 2014.  | 2024.    |
| ---------- | ----- | -------- | ------ | -------- |
| Број људи: | 545   | 600      | 651    | 576      |
| Разлика:   |       | +10,09 % | +8,5 % | -11,52 % |

| Година:    | 2023. | 2024.   |
| ---------- | ----- | ------- |
| Број људи: | 581   | 576     |
| Разлика:   |       | -0,86 % |

Према подацима о броју становника из 2011. године насеље је имало 654 становника.